# Herpetoreas
Genre
Herpetoreas est un genre de serpents de la famille des Natricidae. 

## Répartition
Les trois espèces de ce genre se rencontrent en Asie du Sud.

## Liste d'espèces
Selon The Reptile Database (10 décembre 2014) :
- Herpetoreas burbrinki Guo, Zhu, Liu, Zhang, Li, Huang & Pyron, 2014
- Herpetoreas platyceps (Blyth, 1854)
- Herpetoreas sieboldii Günther, 1860

## Publication originale
- Günther, 1860 : Contributions to a knowledge of the reptiles of the Himalaya mountains. - I. Descriptions of the new species. II. List of Himalayan reptiles, with remarks on their horizontal distribution. Proceedings of the Zoological Society of London, vol. 1860, p. 148-175 (texte intégral).